# Mesopotamia
Albums de The B-52's
Party Mix!
(1981) Whammy!
(1983)
Singles
1. Deep Sleep/Nip It in the Bud
Sortie : 27 janvier 1982
2. Cake/Loveland
Sortie : 27 janvier 1982
3. Mesopotamia
Sortie : 27 janvier 1982

Mesopotamia est un EP du groupe de rock américain The B-52's, sorti le 27 janvier 1982. Produit par David Byrne des Talking Heads, ce disque était pensé à l'origine comme un troisième album studio pour le groupe. À la suite de conflits avec Byrne et de pressions exercées par le label Warner Bros, les sessions d'enregistrement s'arrêtent prématurément et seuls six des dix titres écrits pour l'album sont enregistrés. Le disque est distribué dans le format maxi 45 tours et cassette par Warner Bros aux Etats-Unis, par Island Records au Royaume Uni et le reste du monde.
Mesopotamia dénote un changement de style pour les B-52's puisque Byrne et le groupe ajoutent à leur production habituelle plusieurs nouveaux instruments, principalement les synthétiseurs, mais également les cuivres et davantage de percussions.

## Contexte
Les deux premiers albums des B-52's sont principalement axés autour d'un répertoire de titres écrits et joués sur scène depuis un certain nombre d'années. Ce répertoire étant désormais entièrement enregistré sur disque, Mesopotamia demande donc au groupe un effort d'écriture et de composition. Le batteur, Keith Strickland, dira plus tard que vivre ensemble dans une grande maison dans l'état de New York n'aura pas spécialement été favorable au processus d'écriture : "la lune de miel était terminée. Cette fascination de faire partie d'un groupe rock et de rencontrer le succès s'était estompée, nous en étions déjà à ce stade à cette époque. Surtout que ce succès se situait bien au-delà de nos premières attentes. Nous avons donc acheté cette maison à Mahopac afin d'y vivre tous ensemble, ce qui a causé pas mal de stress et de tensions au sein du groupe".
En 1980, le guitariste Ricky Wilson parle au magazine Rolling Stone du sentiment que le groupe se sent influencé par des attentes extérieures dés le début de leur carrière. Wilson observe que le manager du groupe, Gary Kurfist, "parlait parfois de notre album suivant, et je lui ai alors dit qu'il ne s'agirait peut-être pas d'un album dansant. Il était complètement sous le choc quand je lui ai évoqué cette idée. Pourtant, c'est pour moi très choquant que certains n'attendent plus que ça de nous désormais". Strickland évoquera par la suite que c'est pourtant Kurfist lui-même qui cherchait à faire changer le son des B-52's, et que cette décision de changer le style musical n'aura finalement pas été celle du groupe au complet.
Kurfist suggère alors David Byrne des Talking Heads (un autre groupe qu'il manage) comme producteur, un choix motivé par son expérience musicale et l'histoire partagée des deux groupes qui ont déjà tourné ensemble. Malgré un emploi du temps déjà chargé pour lui, Byrne enregistre alors son premier album solo The Catherine Wheel (1981), il accepte néanmoins de produire en parallèle les sessions d'enregistrement de Mesopotamia, travaillant sur son album le jour puis avec les B-52's la nuit, tout en essayant de se reposer entre deux sessions.

## Production
A l'origine, le disque est pensé comme un album studio. La chanteuse Kate Pierson dira plus tard que si le groupe voulait écrire davantage de chansons pour le projet, le manager Gary Kurfist préfère pousser le quintette à sortir un disque le plus rapidement possible, quitte à suggérer sortir un EP plutôt qu'un album. Pierson dira à propos des sessions de Mesopotamia : ""Cake" n'était pas une chanson terminée. "Deep Sleep" aussi, j'ai juste écrit rapidement un texte avant d'y ajouter ma voix en une seule prise." Quand les sessions commencent à poser problème aux B-52's, Kurfist arrange avec le label la sortie d'une compilation de remixes de leurs premiers tubes : Party Mix. Cette sortie permet au groupe de gagner du temps et de continuer les sessions d'enregistrement de ce nouvel album.
Pierson dira ensuite que Chris Blackwell, le patron d'Island Records, ne voulait pas que la chanson "Mesopotamia" soit présente sur l'album, malgré le fait qu'il s'agit de la chanson titre et l'un des rares morceaux considérés comme "terminés" : "Je la considère toujours comme l'une de nos meilleures chansons. Et malgré ce que Chris pouvait dire, nous n'avons même pas hésité. Nous avons sorti "Mesopotamia" sur "Mesopotamia"".
Quatre titres commencés pendant les sessions furent abandonnés. Parmi ces titres, trois d'entre eux ont été réarrangés et enregistrés pour l'album suivant, Whammy!, en 1983 :
- "Queen of Las Vegas" – la version originale telle qu'imaginée pour être incluse dans l'album Mesopotamia verra finalement le jour sur la compilation Nude on the Moon: The B-52's Anthology sortie en 2002. Le titre met l'accent sur les performances vocales des chanteuses Pierson et Wilson. C'est Yogi Horton qui est à la batterie. La chanson est réarrangée et réenregistrée l'année suivante pour l'album Whammy!.
- "Big Bird" – Réenregistré pour Whammy, la version d'origine n'est jamais sortie. Ce titre sera joué sur scène dés la tournée Mesopotamia.
- "Butterbean" – Réenregistré pour Whammy, la version d'origine n'est jamais sortie.
- "Adios Desconocida" – Une ballade qui existe sous la forme de démo. La chanson présente un ton romantique assez inhabituel pour le groupe. Ce titre ne sera jamais enregistré en studio.

Mesopotamia est également unique dans le style des B-52's car la plupart des titres apparaissant sur le disque ne font pas figurer le jeu vocal de "call and response" qui caractérise pourtant le groupe. C'est également la première fois que le groupe fait appel à des musiciens de session, une pratique qui sera répétée sur les albums suivants.

## Sortie et réception du disque
Mesopotamia est sorti le 27 janvier 1982 dans plusieurs formats, mais également dans plusieurs versions :
- La version dite "officielle", sortie dès janvier 1982 sur le label Warner aux États-Unis et reproduite depuis sur presque toutes les versions CD et vinyle ultérieures. Il s'agit des six chansons avec le mixage final retenu et validé par le groupe.
- La version dite "britannique", sortie sur le label Island en Angleterre et pressée uniquement sur les disques vinyles anglais et quelques disques européens (dont le pressage France). Dans cette version, les titres "Loveland", "Cake" et "Throw That Beat In The Garbage Can" sont présentés dans des versions « longues ». D'après Kate Pierson, c'est Chris Blackwell lui-même qui aurait remixé sans l'accord du groupe et du label américain ses propres versions afin de vendre Mesopotamia comme un mini-album plutôt qu'un EP sur le marché européen. Les versions sont plus longues (8 minutes contre 5 pour Loveland, 7 minutes pour Cake et presque 6 minutes pour Throw that Beat) et mettent l'emphase sur la production funky de David Byrne. A ce jour, cette version n'a jamais été officiellement rendue disponible sur CD ou en streaming.
- La version "remastérisée" de 1990, disponible sur la compilation du disque Party Mix! avec Mesopotamia édités sur un seul et même CD. Cette version fut remixée par Bob Ludwig, qui retravaille les versions "officielles" en ajoutant parfois quelques nouveaux effets. C'est cette version qu'on retrouve le plus souvent sur internet et dans les plateformes de streaming.

L'album s'est classé 35e au Billboard 200.
La chanson titre à permis au groupe de se faire connaître dans la région de Detroit après qu'une station de radio afro-américaine passait la chanson régulièrement. Le chanteur Fred Schneider crédite le DJ "The Electrifying Mojo" pour le succès du titre dans son émission, et se souvient que les B-52's étaient activement découragés par leur manager Gary Kurfist de plaire à une audience afro-américaine, malgré l'amour du groupe pour la musique funk et soul.Pierson se souvient également avoir eu une dispute avec Kurfist lorsqu'il tentait de la dissuader d'accepter l'invitation d'une station de radio afro-américaine qui voulait faire la promo du disque sous le prétexte de créer de la "confusion" pour le public.

## Tournée
C'est également en 1982 que les B-52's font leur retour sur scène. Après avoir parcouru les routes du monde entier pendant toutes les années 1978, 1979 et 1980, le groupe a fait une pause dans les concerts l'année 1981 afin de composer de nouveaux titres. Avec la sortie de Mesopotamia, ils ont désormais de nouvelles chansons à jouer sur scène. Tout comme le style musical du groupe, leur dynamique sur scène évolue alors : avec la sortie presque conjointe de la compilation-remix Party Mix! et du disque Mesopotamia, le groupe part sur le "Meso-America Tour" afin de jouer sur scène de nouvelles versions de leurs classiques puisqu'en plus du quintet de base, les B-52's sont également accompagnés en live d'une section de cuivres. Le groupe se contente alors de tourner aux Etats-Unis, au Canada et aux Bahamas. Ils feront leur retour en Europe l'année suivante.

## Liste des titres
| 1. | Loveland    | Keith Strickland, Ricky Wilson, Fred Schneider, Cindy Wilson |                               | 5:00 |
| 2. | Deep Sleep  | Strickland, Kate Pierson, Robert Waldrop                     | Quiet Village de Martin Denny | 3:30 |
| 3. | Mesopotamia | Waldrop, R. Wilson                                           |                               | 3:51 |

| 1. | Cake                               | Pierson, Strickland, C. Wilson, R. Wilson | 5:48 |
| 2. | Throw That Beat in the Garbage Can | Schneider, Strickland, R. Wilson          | 4:30 |
| 3. | Nip It in the Bud                  | Strickland, C. Wilson, R. Wilson          | 3:32 |

## Personnel
The B-52's:
- Fred Schneider : chant, sonnaille ou cloche à vache
- Cindy Wilson : chant, percussions
- Kate Pierson : chant, claviers, orgue, synthétiseur, basse, vocalisation d'oiseaux
- Ricky Wilson : guitare, basse, claviers, orgue
- Keith Strickland : batterie, guitare rythmique, basse, claviers, orgue, piano électrique, marimba

## Personnel additionnel
- David Byrne : guitare rythmique, basse fretless, percussions, synthétiseurs
- Charles Rocket : accordéon
- Roberto Arron : saxophone
- Ralph Carney : saxophone
- David Buck : trompette
- Steve Scales : percussions
- Yogi Horton : batterie